# Pralognan-la-Vanoise
Pralognan-la-Vanoise és un municipi francès situat al departament de la Savoia i a la regió d'Alvèrnia-Roine-Alps. L'any 2007 tenia 735 habitants.

## Demografia

### Població
El 2007 la població de fet de Pralognan-la-Vanoise era de 735 persones. Hi havia 324 famílies de les quals 112 eren unipersonals (28 homes vivint sols i 84 dones vivint soles), 92 parelles sense fills, 100 parelles amb fills i 20 famílies monoparentals amb fills.
La població ha evolucionat segons el següent gràfic:
Habitants censats

### Habitatges
El 2007 hi havia 1.631 habitatges, 331 eren l'habitatge principal de la família, 1.274 eren segones residències i 26 estaven desocupats. 363 eren cases i 1.184 eren apartaments. Dels 331 habitatges principals, 220 estaven ocupats pels seus propietaris, 85 estaven llogats i ocupats pels llogaters i 26 estaven cedits a títol gratuït; 10 tenien una cambra, 59 en tenien dues, 88 en tenien tres, 75 en tenien quatre i 98 en tenien cinc o més. 247 habitatges disposaven pel capbaix d'una plaça de pàrquing. A 188 habitatges hi havia un automòbil i a 112 n'hi havia dos o més.

### Piràmide de població
La piràmide de població per edats i sexe el 2009 era:
| Homes | Edats   | Dones |
| ----- | ------- | ----- |
| 0     | 95 o +  | 0     |
| 0     | 90 a 94 | 0     |
| 4     | 85 a 89 | 8     |
| 0     | 80 a 84 | 4     |
| 16    | 75 a 79 | 28    |
| 16    | 70 a 74 | 28    |
| 8     | 65 a 69 | 16    |
| 24    | 60 a 64 | 16    |
| 16    | 55 a 59 | 28    |
| 36    | 50 a 54 | 20    |
| 20    | 45 a 49 | 20    |
| 28    | 40 a 44 | 12    |
| 36    | 35 a 39 | 56    |
| 44    | 30 a 34 | 20    |
| 20    | 25 a 29 | 32    |
| 28    | 20 a 24 | 12    |
| 8     | 15 a 19 | 16    |
| 12    | 10 a 14 | 20    |
| 32    | 5 a 9   | 20    |
| 28    | 0 a 4   | 28    |

## Economia
El 2007 la població en edat de treballar era de 475 persones, 382 eren actives i 93 eren inactives. De les 382 persones actives 374 estaven ocupades (200 homes i 174 dones) i 8 estaven aturades (4 homes i 4 dones). De les 93 persones inactives 39 estaven jubilades, 27 estaven estudiant i 27 estaven classificades com a «altres inactius».

### Ingressos
El 2009 a Pralognan-la-Vanoise hi havia 333 unitats fiscals que integraven 725 persones, la mediana anual d'ingressos fiscals per persona era de 18.910 €.

### Activitats econòmiques
Dels 207 establiments que hi havia el 2007, 2 eren d'empreses extractives, 5 d'empreses alimentàries, 4 d'empreses de fabricació d'altres productes industrials, 16 d'empreses de construcció, 26 d'empreses de comerç i reparació d'automòbils, 5 d'empreses de transport, 47 d'empreses d'hostatgeria i restauració, 1 d'una empresa d'informació i comunicació, 1 d'una empresa financera, 31 d'empreses immobiliàries, 7 d'empreses de serveis, 56 d'entitats de l'administració pública i 6 d'empreses classificades com a «altres activitats de serveis».
Dels 43 establiments de servei als particulars que hi havia el 2009, 1 era una oficina de correu, 2 oficines bancàries, 1 taller de reparació d'automòbils i de material agrícola, 1 paleta, 1 guixaire pintor, 4 fusteries, 1 lampisteria, 2 electricistes, 1 empresa de construcció, 2 perruqueries, 21 restaurants, 5 agències immobiliàries i 1 tintoreria.
Dels 17 establiments comercials que hi havia el 2009, 2 eren botigues de més de 120 m², 1 una botiga de menys de 120 m², 3 fleques, 2 llibreries, 2 botigues de roba i 7 botigues de material esportiu.
L'any 2000 a Pralognan-la-Vanoise hi havia 9 explotacions agrícoles que ocupaven un total de 249 hectàrees.

## Equipaments sanitaris i escolars
El 2009 hi havia 1 hospital de tractaments de mitja durada (seguiment i rehabilitació) i 1 farmàcia.
El 2009 hi havia una escola elemental.

## Poblacions més properes
El següent diagrama mostra les poblacions més properes.